# Pleuridium macrothecium
Pleuridium macrothecium là một loài rêu trong họ Ditrichaceae. Loài này được Dusén mô tả khoa học đầu tiên năm 1905.